# Herbert Eugen Esche

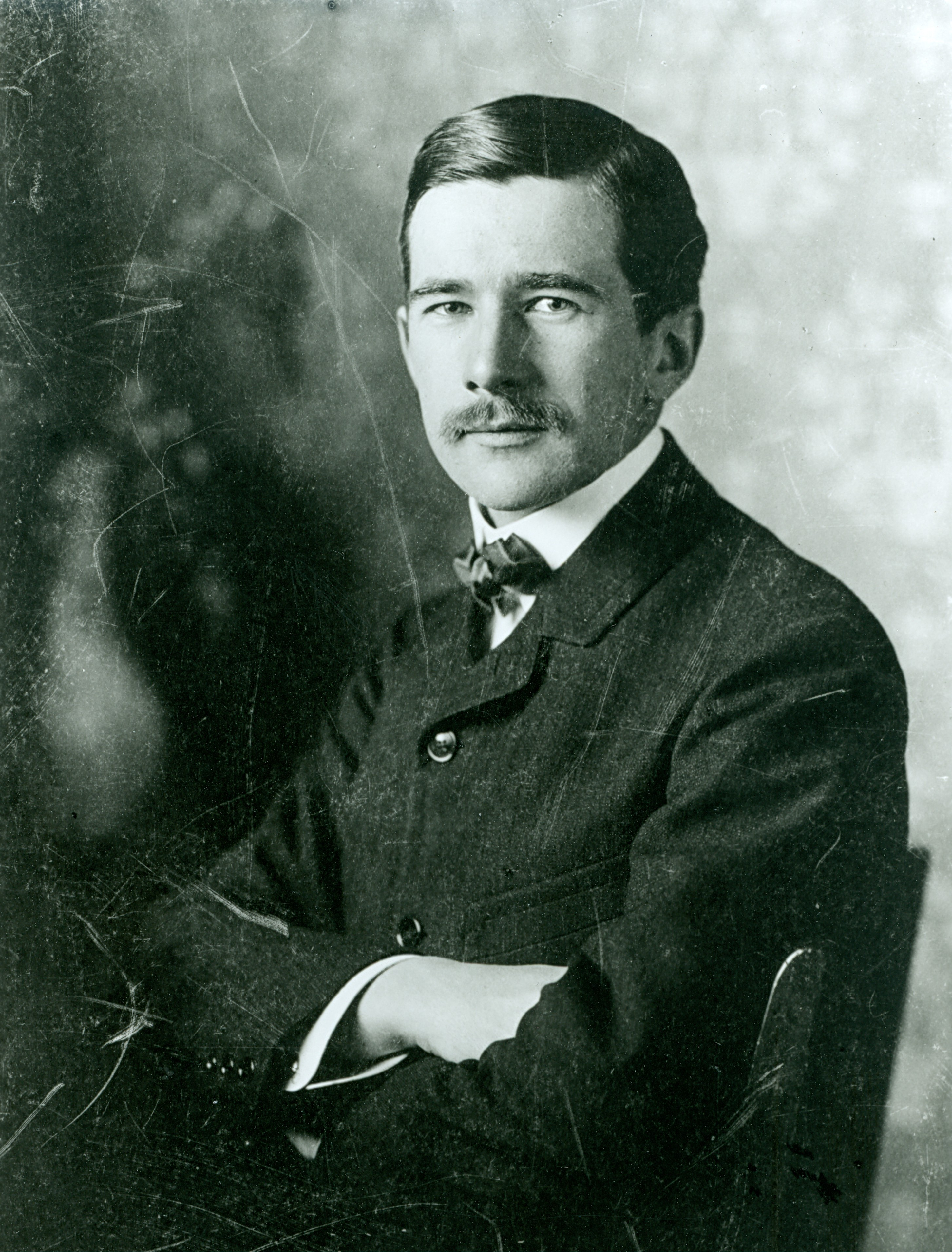
Herbert Eugen Esche,
Foto: Erwin Raupp, 1898

Herbert Eugen Esche (* 27. Juli 1874 in Chemnitz; † 18. Juli 1962 in Küsnacht bei Zürich) war ein deutscher Unternehmer in der Textilindustrie und Kunstmäzen. In seinem Auftrag erbaute Henry van de Velde die Villa Esche.

## Leben und Wirken
Der Sohn des Chemnitzer Strumpffabrikanten Otto Moritz Eugen Esche wurde nach dem Tod seines Vaters zusammen mit seinem Bruder Fritz Eugen Esche (1876–1953) Miteigentümer und Geschäftsführer der Strumpfwarenfabrik Moritz Samuel Esche in Chemnitz. Das seit dem 17. Jahrhundert bestehende Familienunternehmen war 1870 wegen der Notwendigkeit einer besseren Bahnanbindung von Limbach nach Chemnitz verlegt worden.
Ende des 19. Jahrhunderts lernte Herbert Esche in Paris den damals noch nicht als Architekten bekannten Belgier Henry van de Velde kennen. Im Jahr 1902 beauftragte Herbert Esche ihn mit dem Bau einer Villa an der Parkstraße, am Rand von Chemnitz. Esche ließ van de Velde dafür „freie Hand“ und so entstand ein großzügiges Einfamilienhaus, das Herbert Esche nach der Fertigstellung 1903 mit seiner Frau und den zwei Kindern bewohnte. Bemerkenswert ist, dass van de Velde die gesamte Ausstattung des Hauses übernahm, so dass neben dem Mobiliar und den Teppichen, Fenstervorhängen und Wandbespannungen auch die Leuchten, das Geschirr und das Besteck nach seinen Entwürfen entstanden.

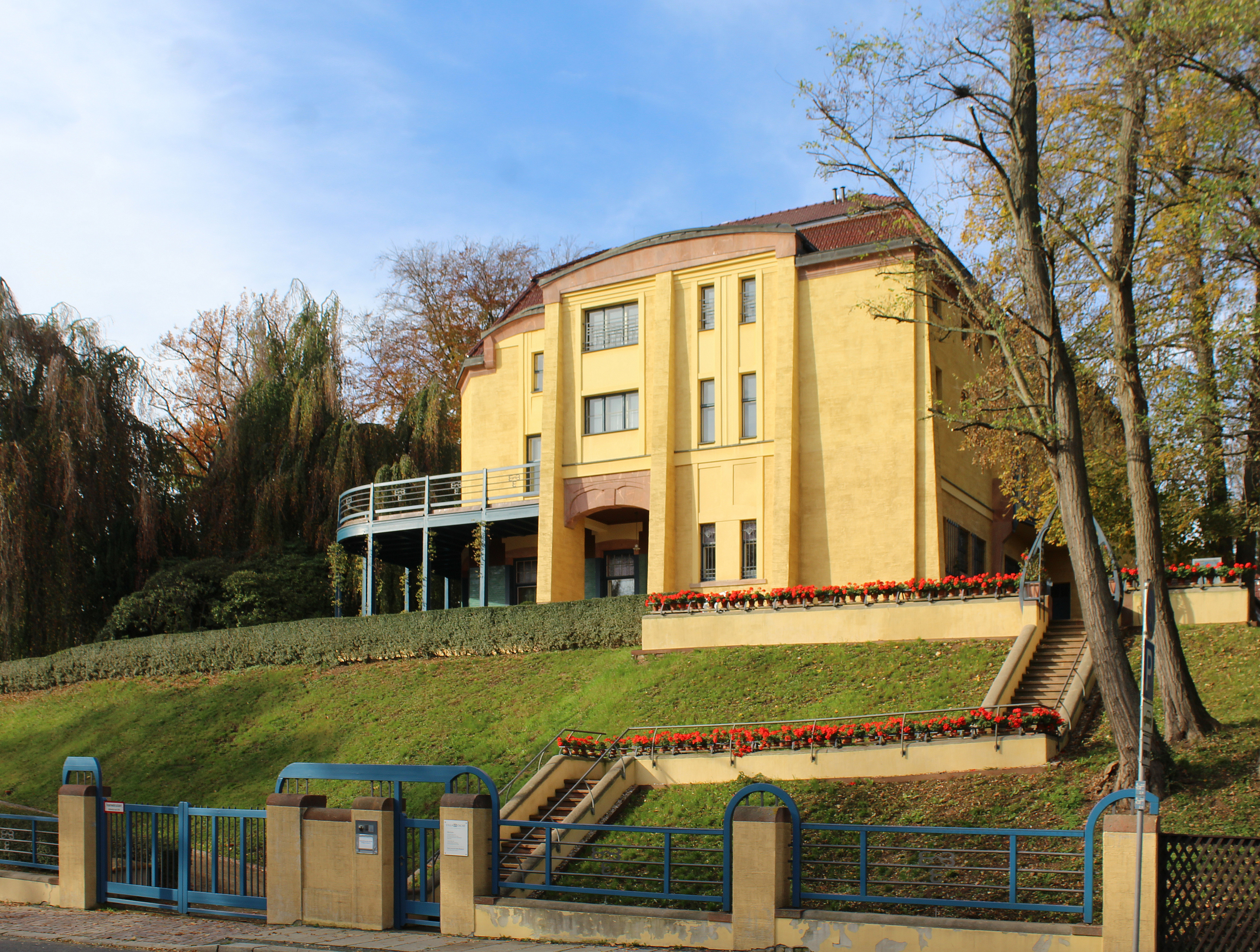
Villa Esche, Chemnitz

Heute beherbergt die Villa Esche das Henry van de Velde Museum, eine Dependance der Kunstsammlungen Chemnitz. Außerdem dient das Haus als Begegnungsstätte für Wirtschaft, Kunst und Kultur.
Die Sensibilität für die neuen Kunstrichtungen führte dazu, dass Herbert Esche 1905 den Künstler Edvard Munch nach Chemnitz einlud. Dieser porträtierte die Familie und es entstanden sechs Porträts und ein Landschaftsbild. Fünf davon sind heute im Bestand der Herbert Eugen Esche Foundation und als Leihgabe in der Obhut des Kunsthauses Zürich.
Ende 1945 verließ Herbert Esche Chemnitz und zog zu seiner Tochter nach Küsnacht in der Schweiz, wo er 1962 verstarb.

### Familie Esche 1905, gemalt von Edvard Munch
Alle Werke Herbert Eugen Esche Foundation als Leihgabe im Kunsthaus Zürich

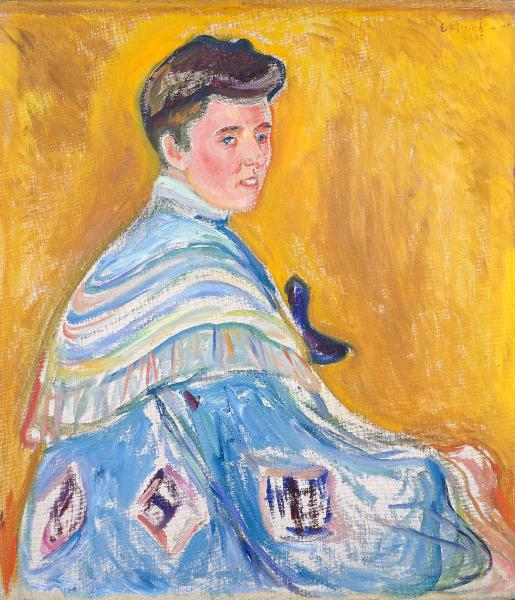
Hanni Esche
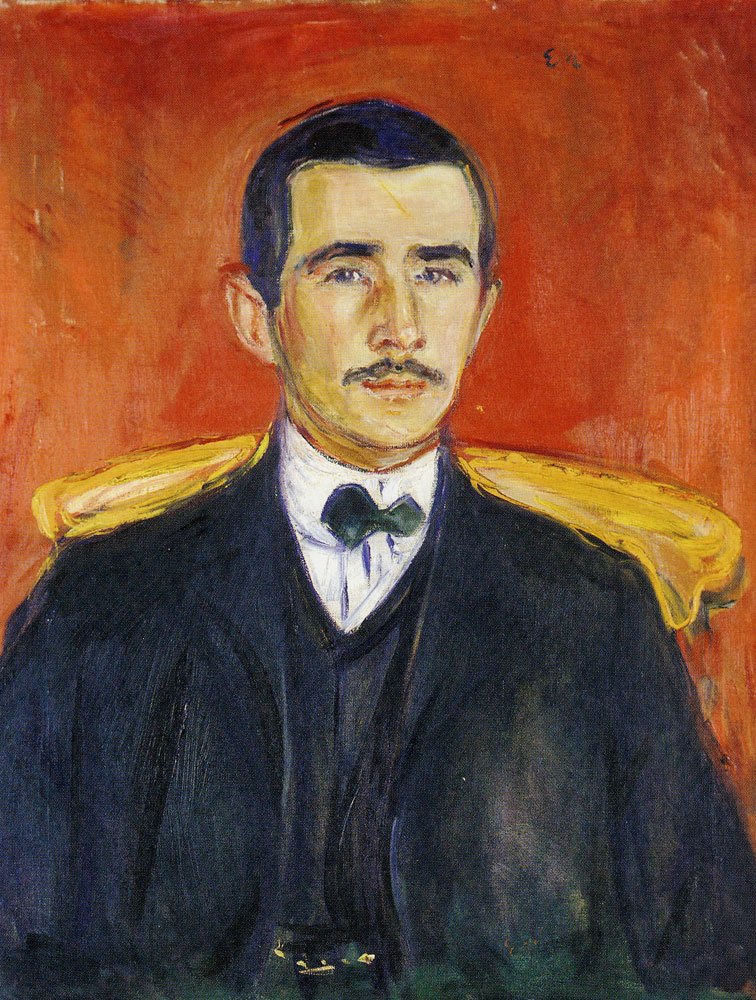
Herbert Esche
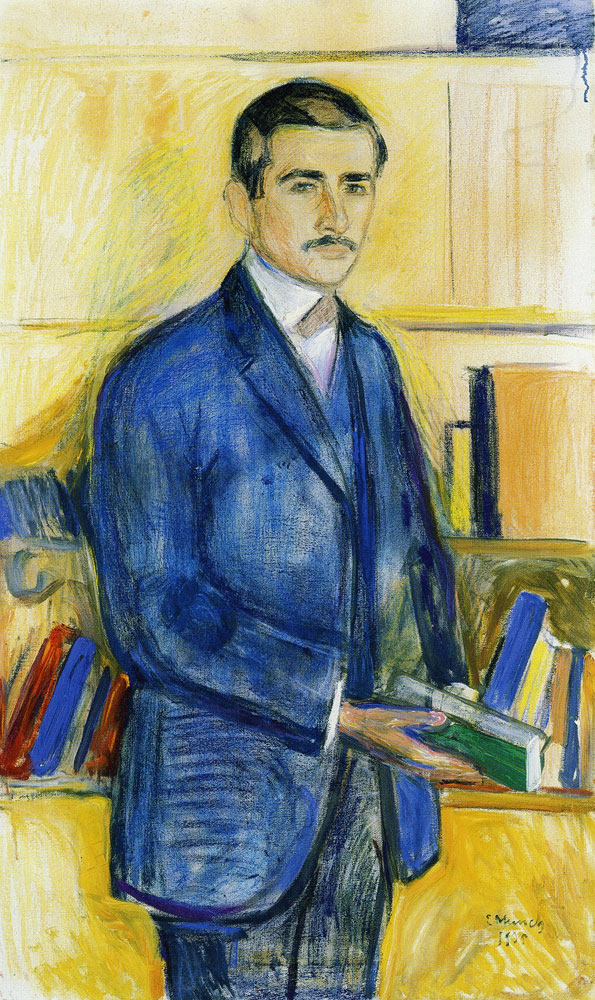
Herbert Esche
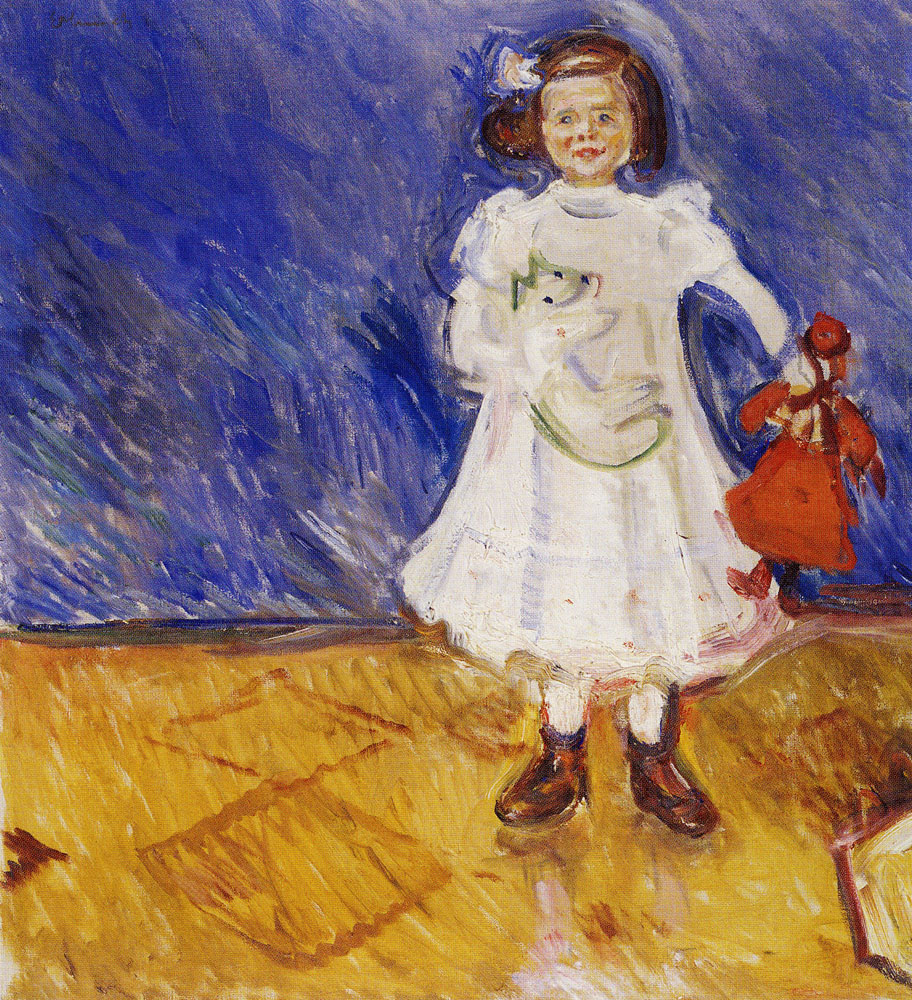
Erdmute mit Puppe
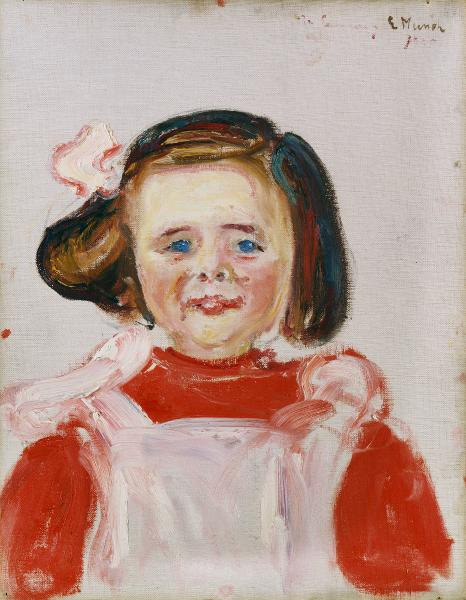
Erdmute
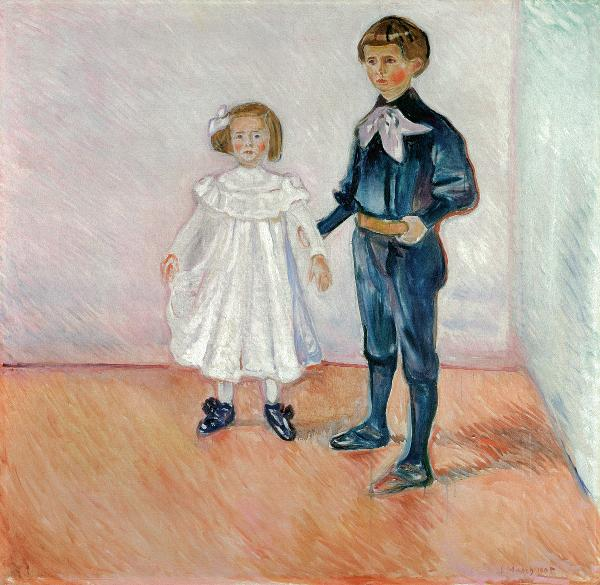
Erdmute und Hans-Herbert